# Świat według Dave’a
Świat według Dave’a (ang. Dave's World, 1993–1997) – amerykański serial komediowy stworzony przez Freda Barrona.
Jego światowa premiera odbyła się 20 września 1993 roku na kanale CBS. Ostatni odcinek został wyemitowany 18 lipca 1997 roku. W Polsce serial nadawany był dawniej na antenie Canal+.

## Obsada

### Główni
- Harry Anderson jako Dave Barry
- DeLane Matthews jako Beth Barry
- Shadoe Stevens jako Kenny Beckett
- J.C. Wendel jako Mia
- Zane Carney jako Tommy Barry
- Andrew Ducote jako Willie Barry
- Meshach Taylor jako doktor Sheldon Baylor
- Patrick Warburton jako Eric (1995-1997)

### Pozostali
- Tammy Lauren jako Julie (1993-1994)
- Eugene Roche jako Eric, Jr. (1995-1996)
- Beatrice Arthur jako Mel Bloom (1997)